# Century Pacific Food
Century Pacific Food Inc. é uma empresa multinacional de alimentos filipina sediada em Pasig. Foi fundada em 2013 por Ricardo S. Po Sr.

## História
A Century Pacific Food foi fundada em 25 de outubro de 2013 por Ricardo S. Po, Sr. como uma subsidiária da Century Pacific Group Inc. (anteriormente antecessora da empresa, Century Canning Corporation) para consolidar o portfólio de fabricação de alimentos do grupo. Começou a ser negociada na Bolsa de Valores das Filipinas em 6 de maio de 2014 sob o símbolo CNPF. A empresa-mãe foi fundada em 12 de dezembro de 1978 como Century Canning Corporation, cujo principal negócio era a distribuição e venda de frutos do mar enlatados e processados derivados de atum, sardinha e tarpão.

## Marcas
- 555
- Angel
- Argentina
- Birch Tree
- Blue Bay
- Century Quality
- Century Tuna
- Choco Hero
- Coco Mama
- Fresca
- Goodest[3]
- Home Pride
- Hunt's (sob licença da Conagra Brands)[4][5]
- Kaffe de Oro
- Ligo[6]
- Lucky 7
- Proteus
- Shanghai
- Swift
- unCheese
- unMeat
- Vita Coco (distribuição)
- Wow

## Subsidiárias
- General Tuna Corporation
- Snow Mountain Dairy Corporation
- Allforward Warehousing, Inc.
- Century Pacific Agricultural Ventures, Inc.
- Century Pacific Seacrest, Inc.
- Century Pacific Food Packaging Ventures, Inc.
- Centennial Global Corporation
- Cindena Resources Limited
- Century (Shanghai) Trading Company Limited
- Century International (China) Company Limited
- Century Pacific North America Enterprises, Inc.